# Geografia de l'Argentina

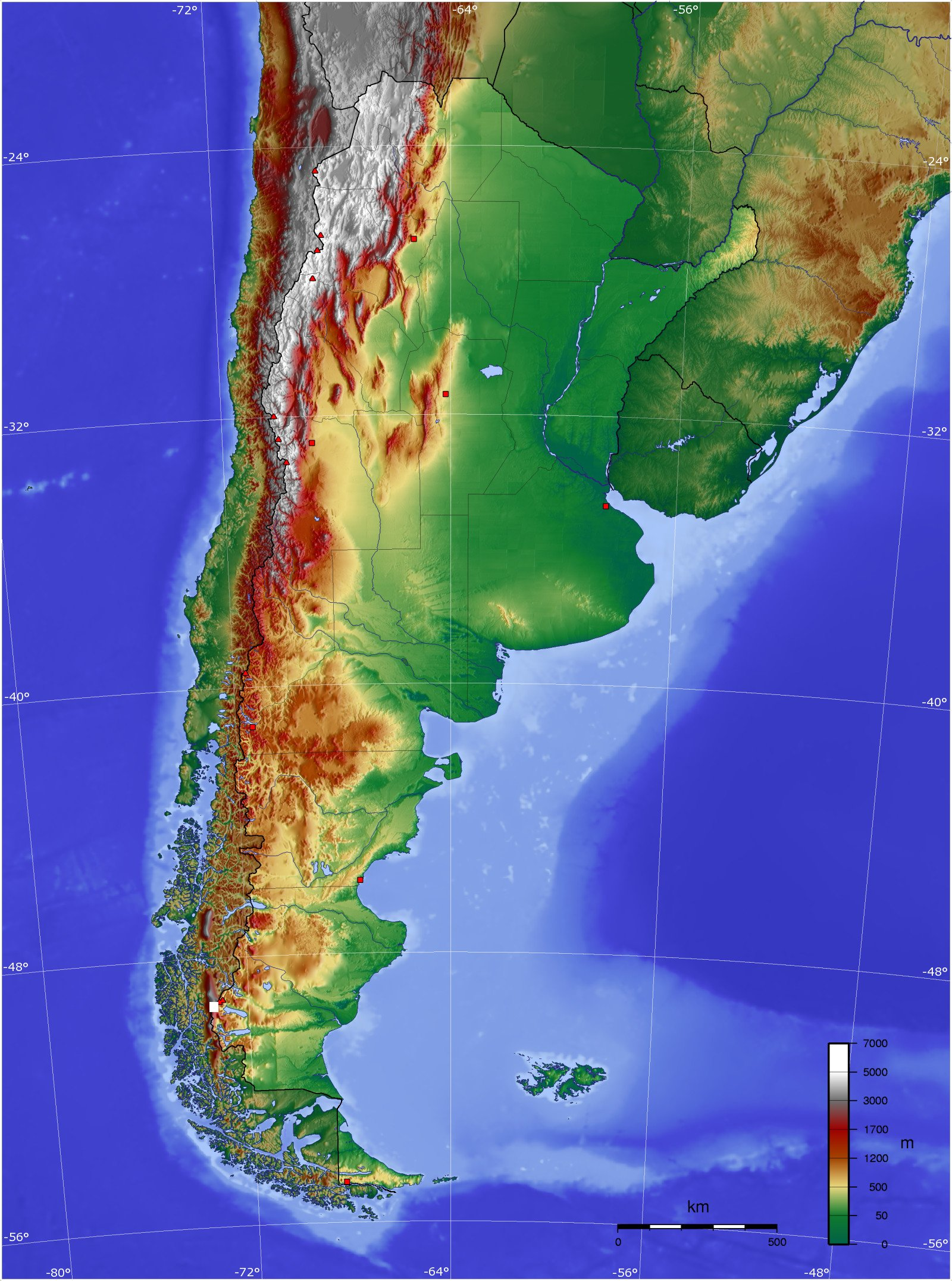
Geografia de l'Argentina

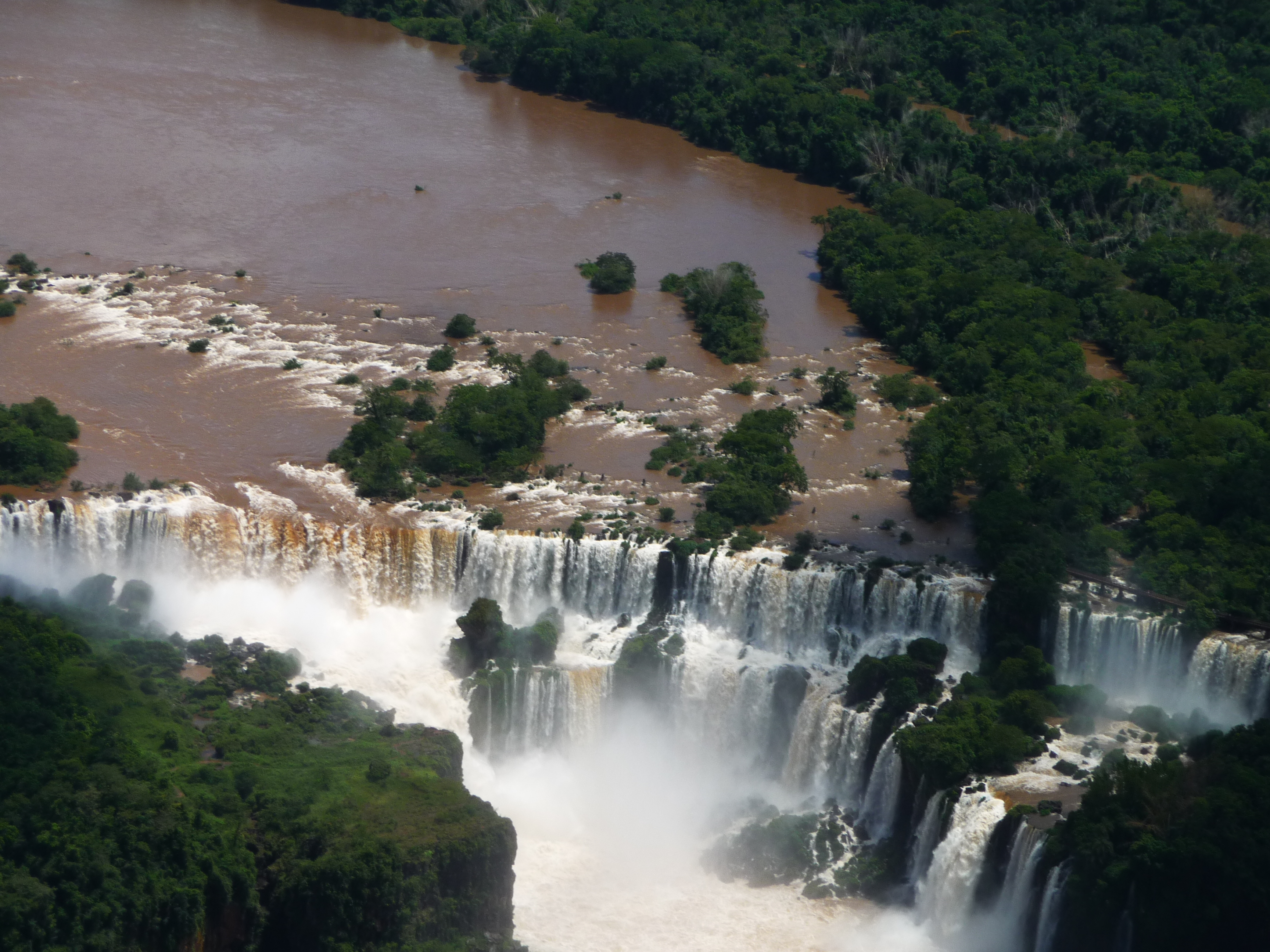
Cascades de l'Iguaçú, al nord del país.

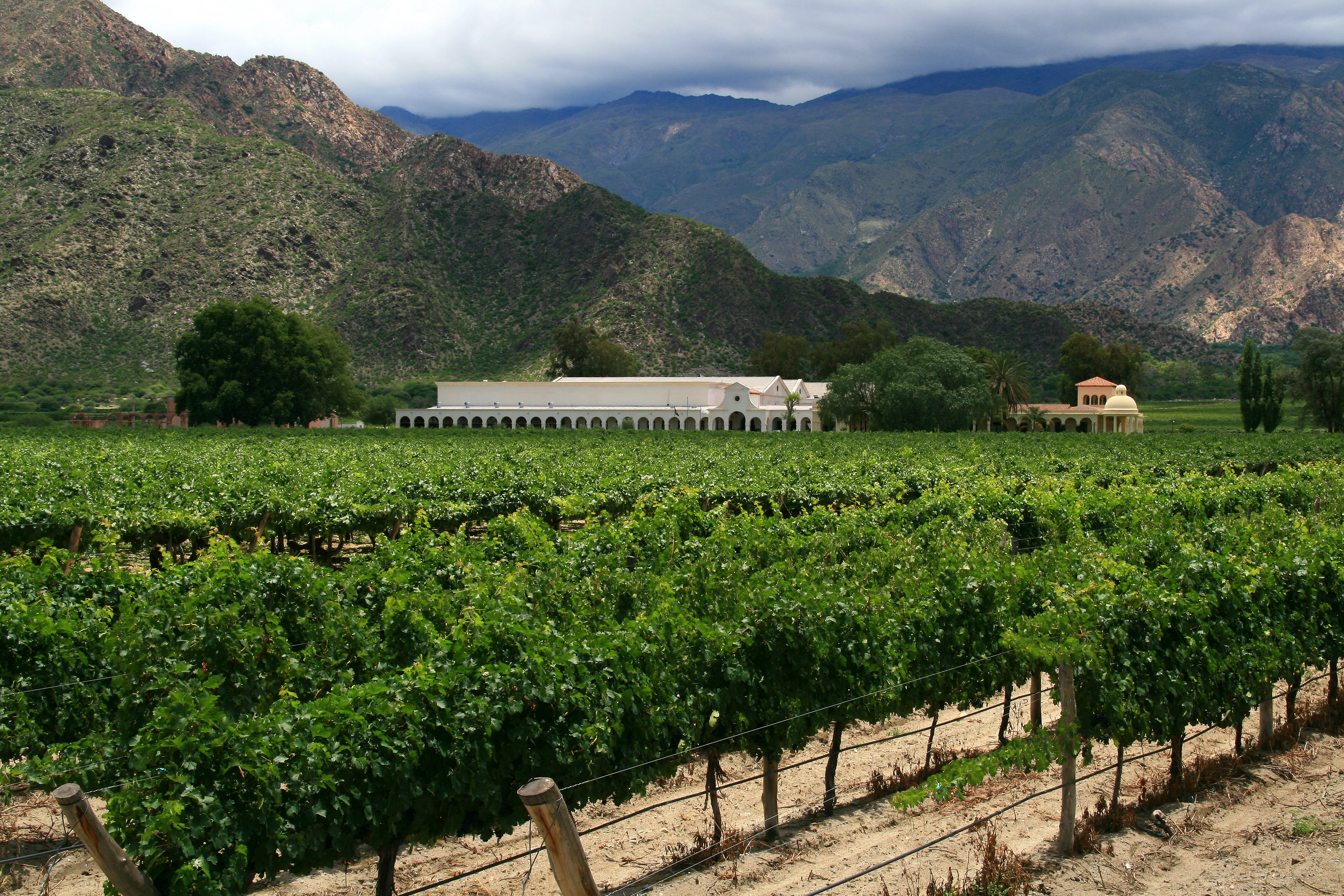
Província de Salta

El territori de la República Argentina és el segon més gran d'Amèrica del Sud després del Brasil i el vuitè en extensió del món. Limita amb Xile, Bolívia, Paraguai, Brasil i Uruguai. La seva geografia és molt variada, trobant-se planes a l'est, regions muntanyenques al centre i muntanyes a l'oest. El país es troba travessat, en el seu extrem occidental, de nord a sud per la Serralada dels Andes, que en bona part marca el límit amb Xile. El cim més alt de l'Argentina (i del món, fora de l'Himàlaia) és l'Aconcagua, de 6.960,8 m.
El territori argentí és situat entre la serralada dels Andes i l'oceà Atlàntic. El país pot dividir-se en tres àrees geogràfiques clarament diferenciades:
- les planes fèrtils de les Pampes, al centre del país, i les quals són el centre de la riquesa agrícola de l'Argentina
- l'altiplà de la Patagònia que s'estén del centre cap al sud a la Terra del Foc
- la cadena muntanyosa dels Andes, a l'oest del país, a la zona fronterera amb Xile

L'extrem occidental del país està conformat per la secció principal de la serralada dels Andes. Al nord d'aquesta s'hi troben els sectors més alts, que són també els més alts del continent, com ara l'Aconcagua, que amb 6.969 m. és el punt més alt d'Amèrica. A la regió septentrional del país, a l'est i nord dels Andes, s'hi estenen les Serres Subandines, una sèrie de serralades escalonades que conformen valls molt poblades. Al sud d'aquestes, hi ha les Serres Pampeanes, més espaiades entre si en ser separades per planes. La Meseta Patagona és un conjunt d'altiplans i planes elevats i àrids, enclavats entre els Andes i l'oceà Atlàntic.
Al nord-est i el centre-est del país, s'hi troben els rius més importants que corresponen a la Conca de la Plata, la tercera conca més gran en extensió de l'Hemisferi occidental, conformada pels rius Paraguai, Bermejo, Colorado, Uruguai, i els més llarg, el riu Paranà. Els rius Uruguai i Paranà es connecten i formen l'estuari del Riu de la Plata, el més gran del món, i que vessa sobre l'oceà Atlàntic. El territori que es trobe entre ambdós rius, abans d'unir-se es coneix com la Mesopotàmia.
L'Argentina té 4.665 quilòmetres de costa. L'àrea de l'oceà Atlàntic sobre la plataforma continental és molt ampla, i es coneix, localment com el Mar Argentí. S'hi troben importants recursos pesquers i petroliers. L'alternança entre els corrents freds de l'Antàrtida i les càlides del Brasil permeten que les temperatures costaneres no descendeixin de manera uniform amb l'augment de la latitud, ens presenten variacions. La costa meridional de la Terra de Foc, forma l'extrem nord del Passatge de Drake.

## Relleu

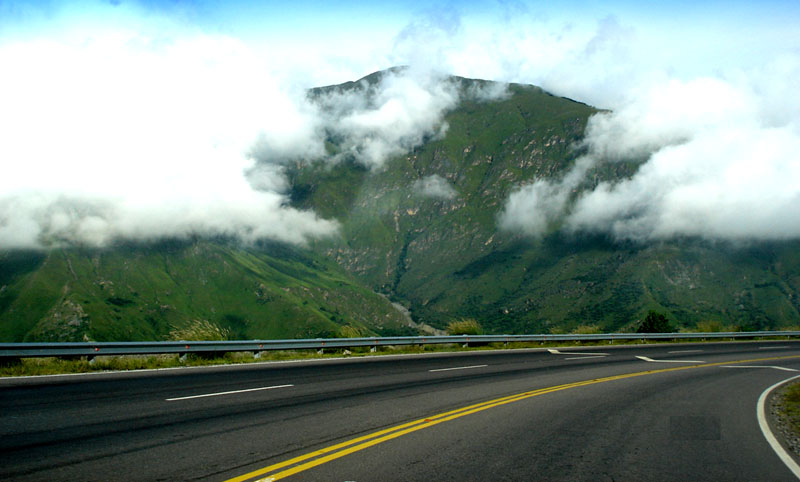
L'orografia ha resultat un problema en les comunicacions a l'Argentina, especialment com més a l'oest et dirigeixes.

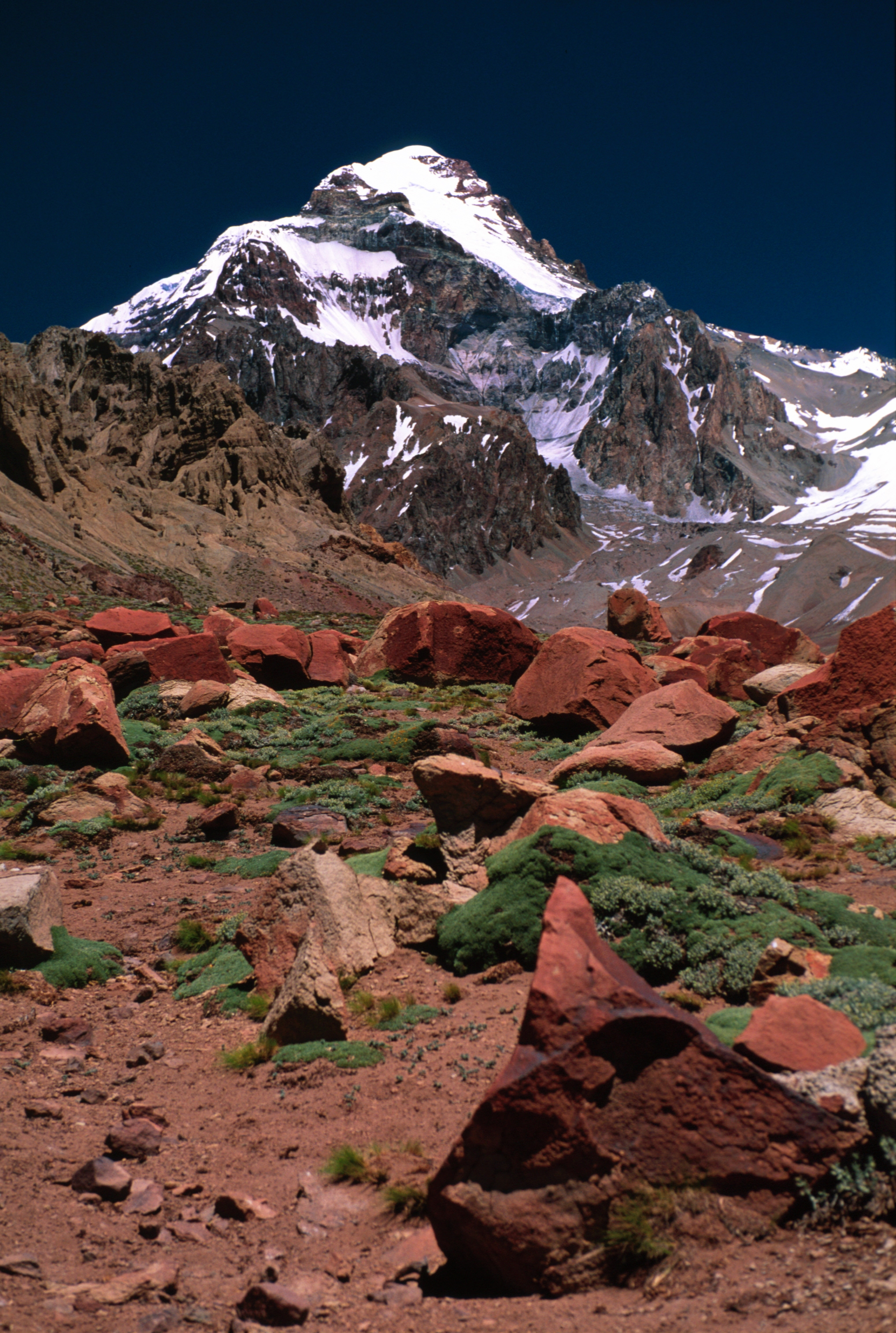
Aconcagua (6.960,8 m.), el cim més alt d'Amèrica, situat a la província de Mendoza.

Les característiques generals de la topografia de l'Argentina són la presència de muntanyes a l'oest i de planes a l'est, configurant una planimetria que disminueix en altitud d'oest a est.
L'extrem oest està conformat per la Serralada Principal del sistema andí, on es troben les més grans altures del continent, entre elles, el cim de l'Aconcagua (6.960,8 m.) a Mendoza, la muntanya Pissis (6.882 m.) a La Rioja, el nevat Ojos del Salado (6.864 m.), a Catamarca, el cim Bonete Chico (6.850 m.) a La Rioja, el cim Tupungato (6.800 m.) a Mendoza, el cim Mercedario (67.70 m.) a San Juan, entre d'altres.
El tram de la Patagonia dels Andes, que neix a Neuquén, és notòriament més baix que el sector nord: el volcà Lanín (3.776 m.) a Neuquén, la muntanya Tronador (3.478 m.) a Río Negro i la muntanya Fitz Roy o Chaltén (3.405 m.) a Santa Cruz, són les seves majors altures.
Immediatament a l'est de la cadena principal es troben una sèrie de serralades o serres que, tenint orígens diferents o idèntics a la serralada dels Andes en si mateixa, formen amb aquesta part del sistema andí. Un primer grup d'aquestes, són aquelles serralades que corren paral·leles a la Serralada Principal en la seva part més elevada: Sierra de la Punilla (cim Silvo, 4.486 m.) a San Juan, Sierra del Tontal (cim Pircas 4.366 m.) a San Juan, Serra d'Uspallata (cim Pelado 3.452 m.) a Mendoza, Cordón del Plata (cim Blanco 5.490 m.) a Mendoza, als quals es pot agregar la Sierra del Viento (volcà Domuyo 4.709 m.) al nord de Neuquén.
Les Serres Subandines, en el nord, són una sèrie de serres escalonades que conformen valls molt poblades; en aquestes serres es troben el Nevado de Cachi (6.380 m.), el Nevado de Chañi (6.200 m.), el Nevado de Palermo (6.172 m.) i el Nevado Queva (6.130 m.), tots a Salta i Jujuy.
Més espaiades, al sud de les serres subandines i a l'est de les paral·leles a la Serralada Principal, es troben diverses serres i serralades separades per planes. Elles són la Sierra del Aconquija (Cerro del Bolsón 5.550 m., a Tucumán) a Catamarca i Tucumán, la Sierra de Fiambalá (cim Morado, 4.920 m.) a Catamarca, la Sierra de Ambato (4.407 m.) a Catamarca, la Sierra de Famatina (cim General Belgrano, 6.201 m.) a La Rioja, la Sierra de Velasco (cim El Mela, 4.257 m.) a La Rioja, la Sierra de Valle Fértil a San Juan, la Sierra Pié de Palo (mogote Corralitos, 3.162 m.) a San Juan, les Sierras de Córdoba (cim Champaquí, 2.790 m.) a Còrdova, la Sierra de San Luis (cim Agua Hedionda, 2.150 m.) a San Luis i la Sierra del Nevado (cim Nevado, 3.810 m.) a Mendoza.
L'Altiplà Patagó és un conjunt d'altiplans i planes elevades i àrides intricades amb escarpades serres, enclavada entre els Andes de la Patagònia i l'oceà Atlàntic, on cau abruptament en alts penya-segats que donen al Mar Argentí. Aquesta plana està esquitxada per esporàdiques serres baixes i petites i turons aïllats (cim Anecón Grande, 2.010 m. a Río Negro, cim Calfuquir, de 1.885 m. a Chubut, cim Cojudo Blanco, 1.335 m. a Santa Cruz). A la Patagònia argentina es troba la depressió més profunda de tota Amèrica: La llacuna del Carbón a 105 metres sota el nivell del mar.
A la Mesopotamia Oriental, sobre el contraforts de l'escut de Brasilia, el relleu es presenta com a serres baixes a la província de Misiones (Sierra de Misiones o del Imante, 846 m.), que cap al sud, a les províncies de Corrientes i Entre Ríos, es transformen en fulles d'origen sedimentari més baixes encara, que constitueixen una topografia ondulant (138 m. a Corrientes).
La gran Plana Chaco-Pampeana constitueix l'ambient geogràfic emblemàtic de l'Argentina. Constitueixen planes amb poques ondulacions (amb excepció de serres aïllades al sud de la Pampa), subtropical al nord (Província del Chaco) i temperada al sud (la Pampa). El pendent, suau, de direcció nord-oest - sud-est, és pràcticament imperceptible, per la qual cosa els rius que solquen la plana són sinuosos, formant pantans en terrenys on el pendent gairebé s'anul·la: riu Teuco a Salta, rius Salado i Dulce a Santiago del Estero, Formosa, esteros del Iberá a Corrientes, sud de Còrdova, sud-est de Buenos Aires. La monotonia del paisatge només es fa fallida amb la presència d'alguns sistemes serrans: el Sistema de Tandilia (cim La Juanita, 524 m.), el sistema de Ventania (cim Tres Picos, 1.238 m.) a Buenos Aires, la Sierra de Lihuel Calel (500 m.) i la Sierra de Choique Mahuida (cim Ojo de Agua, 297 m.) a La Pampa.

## Costes i illes

### Costes

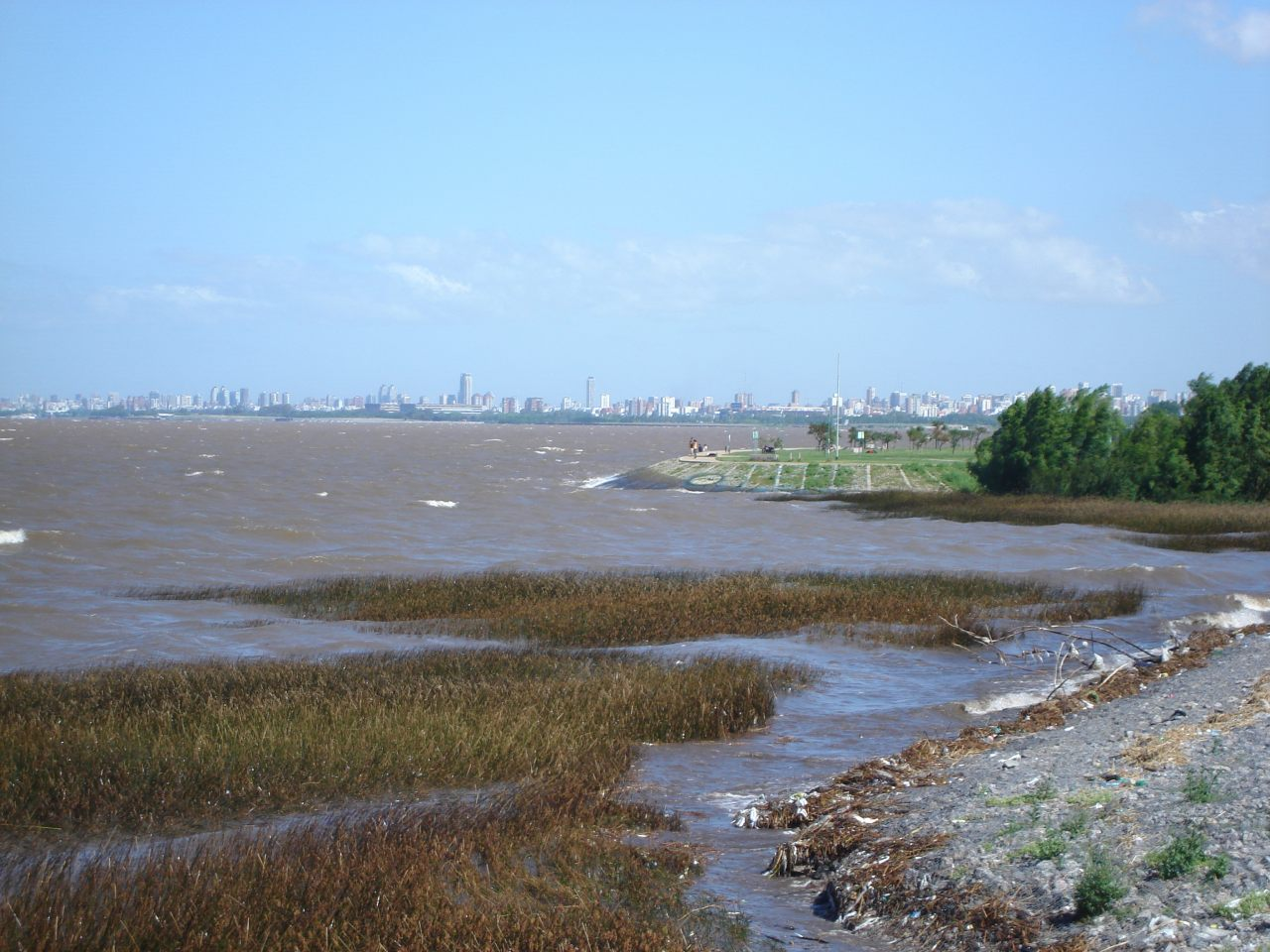
Costa pampeana en el seu sector fluvial: costa del Riu de la Plata superior.

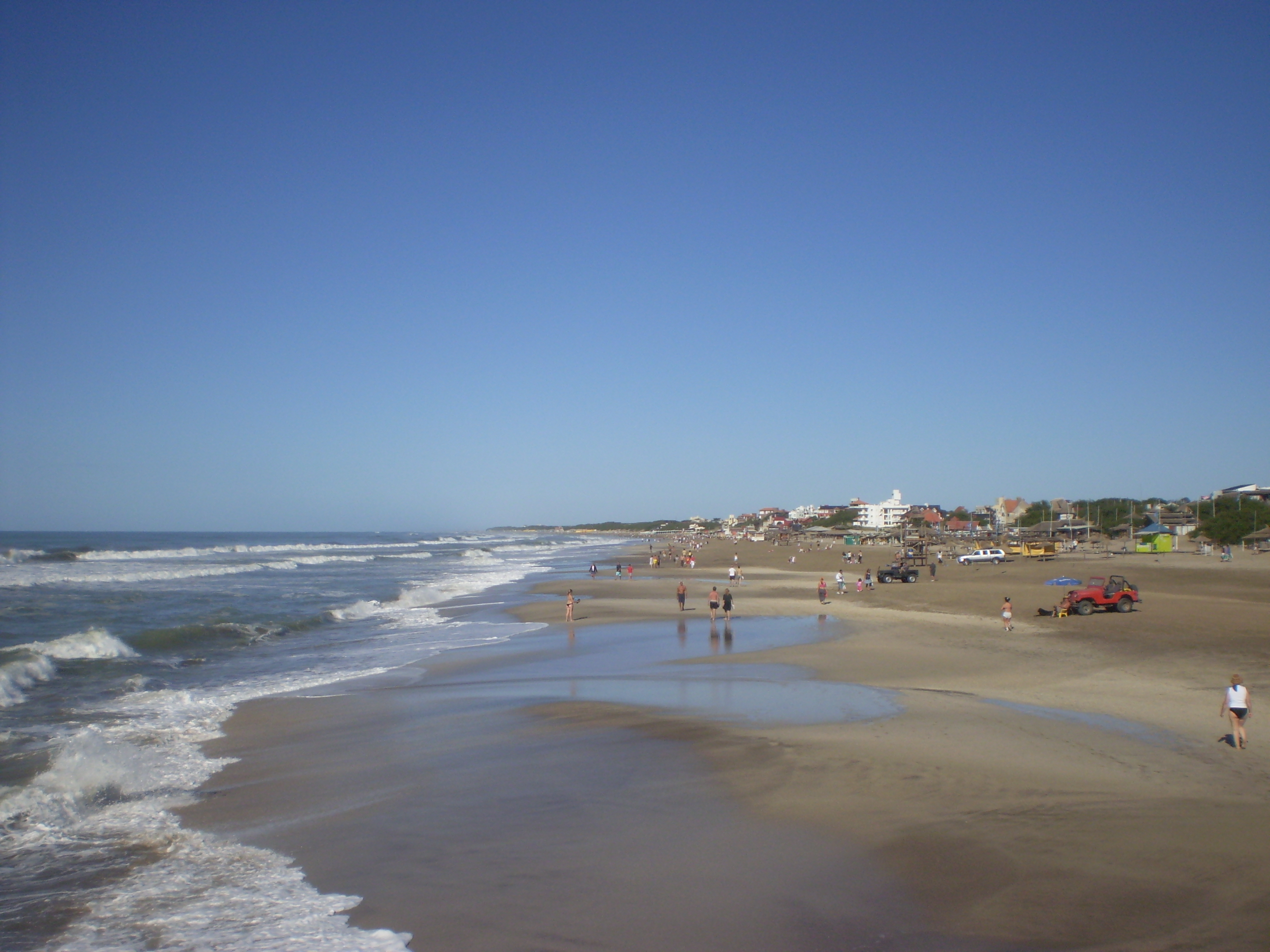
Costa pampeana en el seu sector marítim: platja de Pinamar.

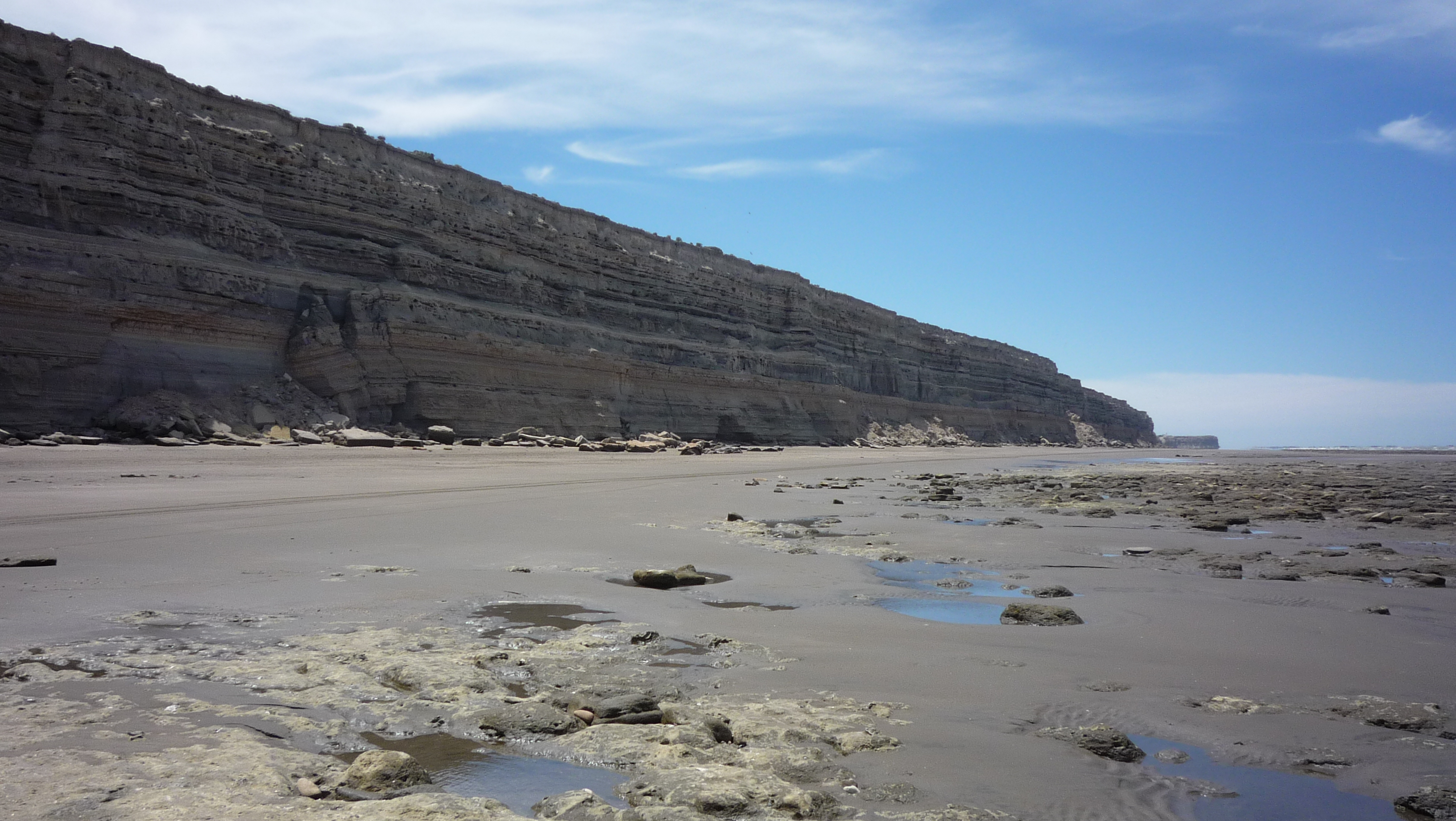
Costa patagona en el seu sector continental: costa amb penya-segats al sud de la boca del riu Negro.

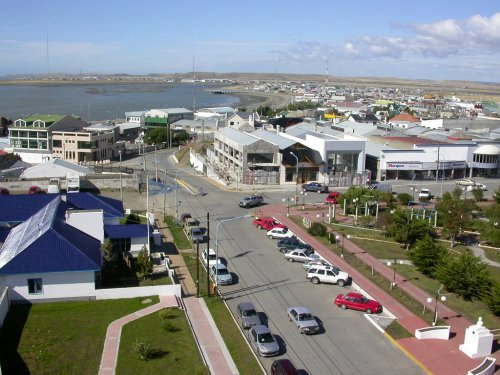
Costa patagona en el seu sector insular: costa de la ciutat de Río Grande.

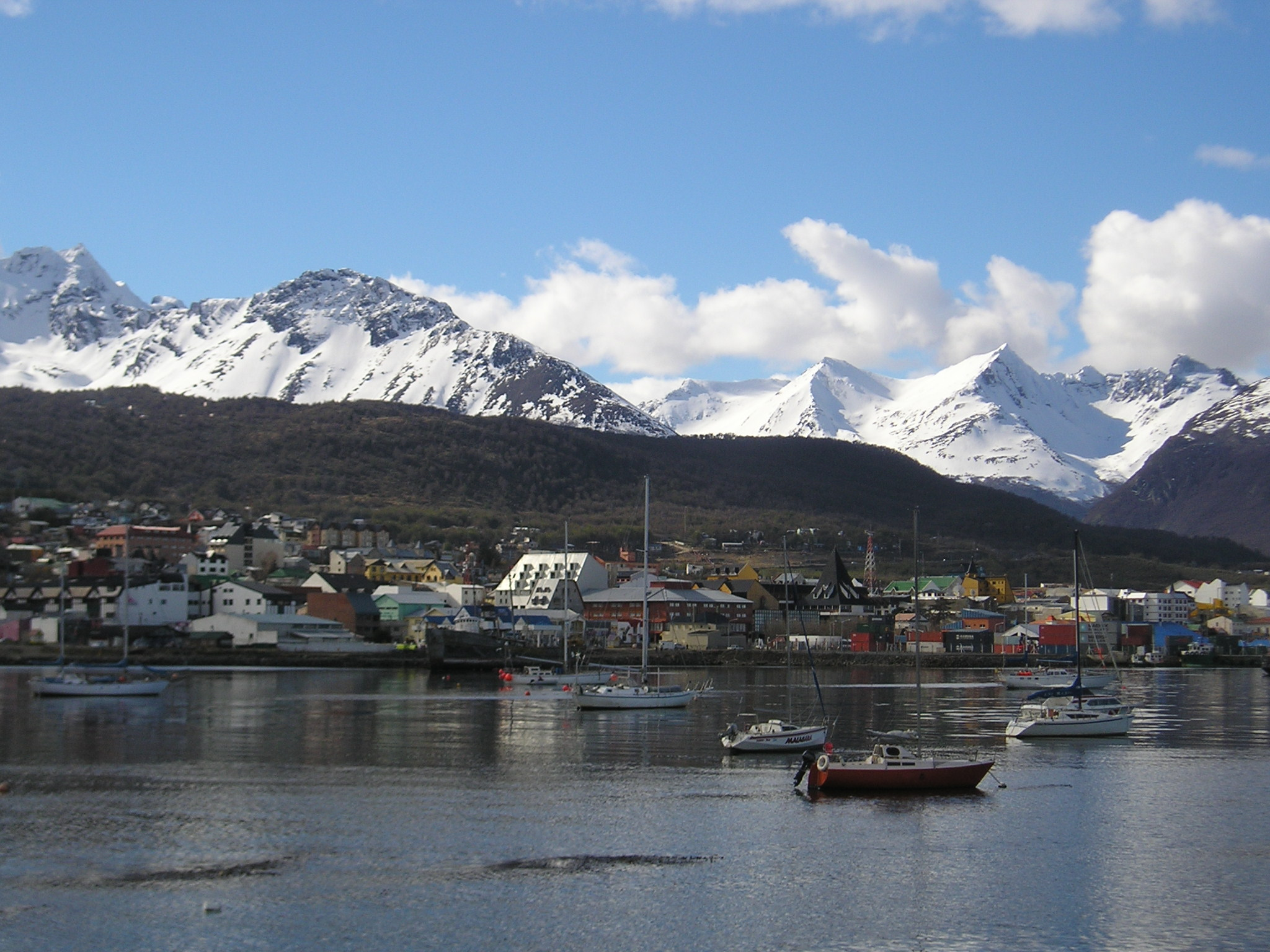
Costa muntanyenca: costa de la ciutat d'Ushuaia.

Les costes argentines, primer sobre el Riu de la Plata i després sobre el seu litoral marítim, són regulars i presenten escasses badies. Segons l'aspecte que presenten es divideixen en tres seccions.
- Costa Pampeana, bonaerense o de plana: s'estén entre el Riu de la Plata superior i la desembocadura del riu Negre, on comença la segona secció.
- Costa Patagona, o d'altiplà: s'estén des de l'anterior fins al nord de l'illa Gran de Terra del Foc.
- Costa de muntanya: s'estén des de l'anterior pel sector sud de l'illa Gran de Terra del Foc i a l'illa dels Estats.

Costa pampeana o de planaes divideix en un sector fluvial, pertanyent a la ribera dreta del Riu de la Plata, i un sector marítim, corresponent al Mar Argentí de l'oceà Atlàntic. El primer cobreix les costes bonaerenses del Riu de la Plata. Es tracta de costes fangoses, baixes, les que —excepte en el seu tram superior— presenten sectors emergits submergibles. Comença a la zona de San Isidro i acaba a la punta Rasa, situada a l'extrem sud de la badia de Samborombón i al sud de la desembocadura del Riu de la Plata, ja en la seva porció estuarial, al mar Argentí.
A punta Rasa, extrem nord del cap San Antonio, comença el segon tram de les costes pampeanes, el que correspon al seu sector marítim. Presenta àmplies platges, amb dunes, i costes primer baixes i sorrenques, després més al sud rocoses i amb alts penya-segats, per després continuar alternant platges sorrenques amb penya-segats baixos i toscosos. Entre els seus trets principals es troben punta Médanos (la punta sud del cap San Antonio, la llacuna (albufera) de Mar Chiquita; una sèrie de penya-segats que afloren a cap Corrientes (Mar del Plata), expressió final del sistema de Tandilia; la badia Blanca, guardada per les illes Bermejo, Trinidad, Wood, Ariadna i altres illots; la península Verda i la caleta Brightman; les illes Otero i Margarita, a la badia Unió, desembocadura del riu Colorado; les badies Anegada i San Blas, guardades per les illes dels Ranxos, dels Césares, Flamenco i San Blas.
Costa patagona o d'altiplàés una mica més regular, està dominada per la presència de penya-segats, expressió final del massís patagó. En el seu sector continental, els seus trets excel·lents són: la caleta dels Lloros, el golf Sant Matías, la badia de San Antonio; els golfs San José i Nuevo, que delimiten a la península Valdés, potser la característica emblemàtica de la costa patagona; la badia Gambetes; el golf San Jorge; les ries dels rius Deseado, Santa Cruz i Chico, Coyle, i Gallegos; la badia San Julián; la badia Grande; el cap Vírgenes, i la punta Dungeness. Ja a l'arxipèlag de Terra del Foc, des del nord de l'illa Gran de Terra del Foc es troben la badia San Sebastián, i el cap San Diego, separat de l'illa dels Estats per l'estret de li Maire.
Costa de muntanyaestà emmarcada pels Andes Fueguinos, i destaca per es summament retallada, amb nombroses illes i fiords. Comença a l'illa dels Estats, i continua per tot el sud de l'illa Gran de Terra del Foc, on es troba el canal de Beagle, pertanyent al conjunt de canals de l'oceà Pacífic sud-oriental. Aquest tipus de costes continuen cap a l'oest, ja en territori xilè.

### Illes
A més de l'illa Gran de Terra del Foc, i l'illa dels Estats, compta amb infinitat d'illes petites, properes a les dues illes citades i a les costes patagones continentals, algunes d'elles ja enumerades.
Entre les illes principals, sobresurten també alguns arxipèlags en litigi amb el Regne Unit, qui els ocupa. El primer d'ells és l'arxipèlag de les Malvines, conformades per les illes Soledad i Gran Malvina, aquestes separades per l'estret de San Carlos; més les illes Sebaldes, Borbó, Bouigainville, San José, Beauchêne i centenars d'illes i illots més. Aquestes illes presenten costes altament irregulars amb innombrables badies. Els altres arxipèlags són les illes Aurora, Gòrgies del Sud i Sandwich del Sud.
Finalment, el país posseeix infinitat d'illes fluvials en els grans rius del nord-est. D'aquestes destaca l'illa Martín García, situada al Riu de la Plata superior.

## Hidrografia
Els rius argentins es classifiquen en tres conques hidrogràfiques: la del vessant de l'Atlàntic, la del vessant del Pacífic i les endorreiques.
El vessant atlàntic és el més extens i l'integren la Conca de la Plata, el Sistema Patagó i una sèrie de rius menors de la província de Buenos Aires. La Conca de la Plata és la més important i culmina en l'estuari del Riu de la Plata, desguassada pels rius Paranà, el Pilcomayo, el Bermejo, el Salado i l'Iguazú. El Sistema Patagó està format per rius al·lòctons, alimentats pels desglaços dels Andes. Hi destaquen pel seu cabal el riu Colorado, el riu Negro, el riu Chubut i el riu Santa Cruz.
El vessant del Pacífic és de menor extensió, integrada per rius curts, alimentats pels desglaços i les pluges dels Andes patagons. Hi destaquen el riu Manso a la província de Río Negro i el riu Futaleufú a Chubut.
Al centre i a l'oest del territori argentí hi ha diverses conques endorreiques integrades per rius de cabal variable que es perden a causa de l'evaporació, la infiltració o desguassen en llacunes interiors o salines. Hi destaquen el riu Desguadero i la llacuna del Mar Chiquita, on desemboquen els rius Dulce, el Suquía o Primero i el Segundo.
Les conques lacustres argentines es troben majoritàriament a la Patagònia, a conseqüència de la glaciació que les va formar. Hi destaquen el llac Nahuel Huapi, el llac Viedma i el llac Argentino. A la plana chaco-pampana hi ha una gran quantitat de llacunes d'aigua dolça i salada, i al litoral hi ha zones pantanoses com ara els estuaris de l'Iberá. La llacuna argentina més extensa és el Mar Chiquita de la província de Córdoba.
Els recursos hidràulics del país també inclouen les extenses glaceres dels Andes, com ara la glacera Perito Moreno; així com les aigües subterrànies d'aquífers com ara el Puelche i el Guaraní. L'aprofitament hidroelèctric dels rius ha propiciat la formació de diversos embassaments, com ara la Presa de Yacyretá, la Presa del Salto Grande i la Presa d'El Chocón.